# Raju Rai
Rajiv Kumar Rai (conocido como Raju Rai; Lawrenceville, 3 de febrero de 1983) es una deportista estadounidense que compitió en bádminton. Ganó una medalla de bronce en los Juegos Panamericanos de 2003, en la prueba de dobles mixto.

## Palmarés internacional
| Juegos Panamericanos | Juegos Panamericanos            | Juegos Panamericanos | Juegos Panamericanos |
| Año                  | Lugar                           | Medalla              | Prueba               |
| -------------------- | ------------------------------- | -------------------- | -------------------- |
| 2003                 | Santo Domingo (Rep. Dominicana) | Medalla de bronce    | Dobles mixto         |